# Floresta portuguesa

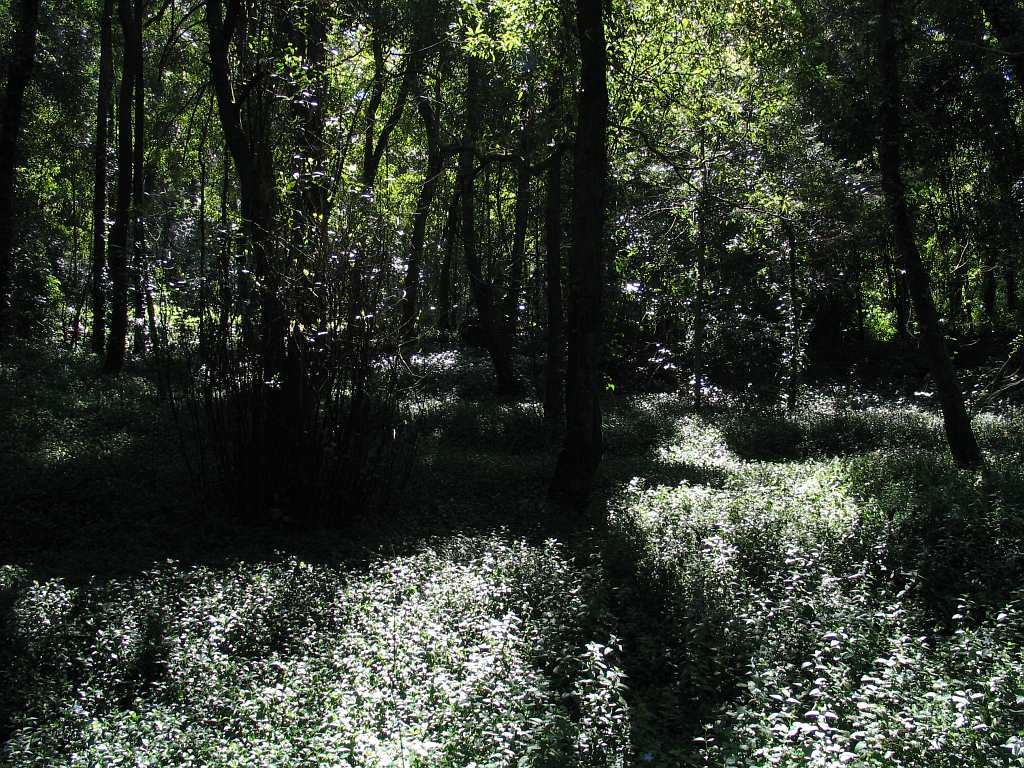
Floresta em Sintra.

A floresta portuguesa é um ecossistema muito antigo, inicialmente com árvores de folha caduca no Norte do país e árvores de folha perene a Sul. 
Em 2017 a área ocupada por floresta em Portugal Continental é 39,0% ou seja 3.472.459 hectares de área.
Portugal possui uma das maiores áreas florestadas da Europa (35.8 %)
Cerca de 85% da floresta de Portugal é propriedade privada, e apenas 3% pertence ao Estado Português, os restantes 12% são baldios, e pertença de comunidades locais.

## Distribuição das espécies

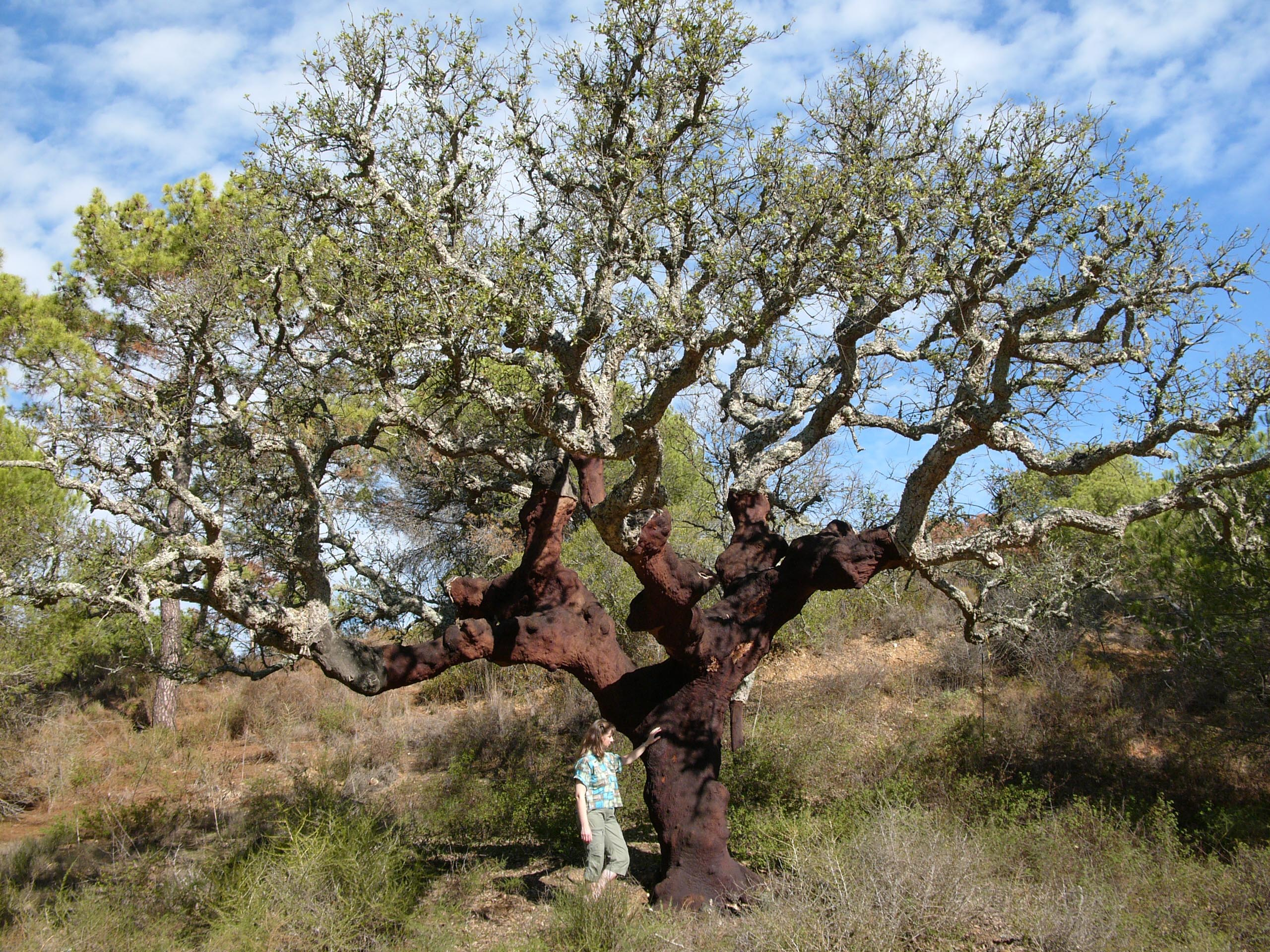
Sobreiro no Algarve.

Espécies de Quercus em Portugal
carvalho-alvarinho (Q. robur)
c.-negral (Q. pyrenaica)
c.-cerquinho (Q. faginea)
sobreiro (Q. suber)
azinheira (Q. ilex)

Quanto à distribuição geográfica, os carvalhos estão presentes em quase todo o território nacional:
- O carvalho-alvarinho (Quercus robur) no Noroeste, ao longo da faixa litoral Minho-Leiria, onde a temperatura é amena e a humidade elevada;
- O carvalho-negral (Quercus pyrenaica), juntamente com o castanheiro (Castanea sativa) na Beira Interior e Trás-os-Montes.
- O carvalho-português (Quercus faginea) é dominante no litoral centro, sendo frequentemente a mesma distribuição duma espécie arbustiva que é considerada distinta (Quercus lusitanica), o carrasco (Quercus coccifera) aparece mais frequentemente nas serranias calcárias
- O sobreiro (Quercus suber) é uma espécie dominante no litoral sul
- A azinheira (Quercus ilex) é mais frequente no interior do país.
- O [carece de fontes?].

No Algarve predomina a alfarrobeira. Quanto ao pinheiro-manso, está bastante presente na península de Setúbal. Espécies ripícolas como salgueiros, choupos, amieiros, ulmeiros, plátanos, freixos e o pinheiro-bravo são encontradas a norte do Tejo, e mais invulgarmente a sul (em pequenos núcleos) ou em subzonas do interior do país. O eucalipto encontra-se em zonas próximas do pinheiro-bravo.
Algumas espécies florestais estão mesmo em perigo de extinção: o teixo (Taxus baccata), o azereiro (Prunus lusitanica) e o azevinho (Ilex aquifolium).
| Espécies florestais | % Área florestal | Área (ha) |
| ------------------- | ---------------- | --------- |
| Pinheiro bravo      | 29,1             | 976.069   |
| Pinheiro manso      | 2,3              | 77.650    |
| Outras resinosas    | 0,8              | 27.358    |
| Azinheira           | 13,8             | 461.577   |
| Carvalhos           | 3,9              | 130.899   |
| Castanheiro         | 1,2              | 40.579    |
| Eucaliptos          | 20,1             | 672.149   |
| Sobreiro            | 21,3             | 712.813   |
| Outras folhosas     | 3,0              | 102.037   |
| Total               | 100,0            | 3.349.327 |

### A floresta de eucalipto
O eucalipto é relativamente recente em Portugal (século XX)[carece de fontes?] e coincide com a instalação e o crescimento da indústria papeleira.
A quase totalidade da área de eucalipto encontra-se em terrenos privados.[carece de fontes?]
O eucalipto encontra-se principalmente :
- na região Beirã (Baixo Vouga e Beira Interior Sul).
- outras regiões importantes : Tâmega, Médio Tejo, Oeste e Alto Alentejo.[5]

## As alterações sofridas

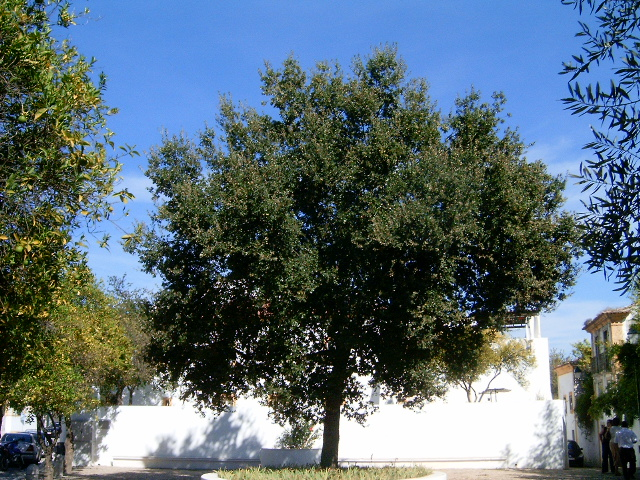
Uma azinheira, Portugal

A floresta portuguesa é característica de um clima mediterrânico e, em tempos idos, era constituída em larga escala por espécies como o carvalho-alvarinho (Quercus robur), o castanheiro (Castanea sativa), a azinheira (Quercus rotundifolia), o sobreiro (Quercus suber), o medronheiro (Arbutus unedo) e a oliveira (Olea europaea).
Dessas áreas restam manchas florestais e das espécies apenas pequenas zonas ou núcleos. Da zona vegetal primitiva portuguesa resta a mata do Solitário, na Serra da Arrábida.
Em todo o país, ao longo dos tempos, a floresta foi degenerando em matagal (maquis) ou charneca (garrigue), ou então sendo substituída pelo pinheiro-bravo (Pinus pinaster) (30% da floresta) ou pelo eucalipto branco (Eucalyptus globulus) (20% da floresta), que foram propagados em larga escala nos inícios do século XX.[carece de fontes?]

## Causas do declínio

### Incêndios

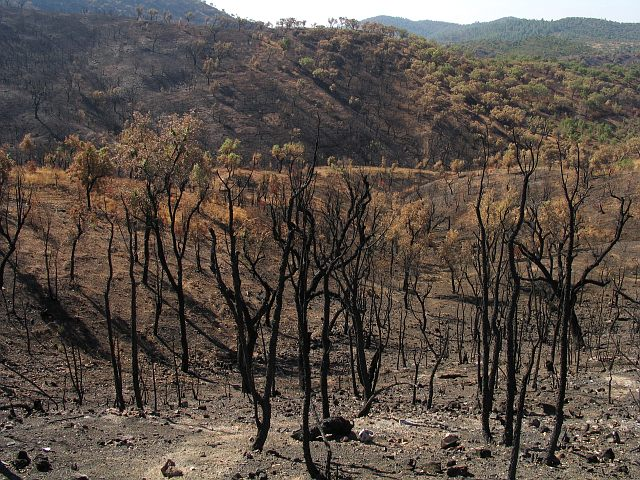
Incêndio no Algarve

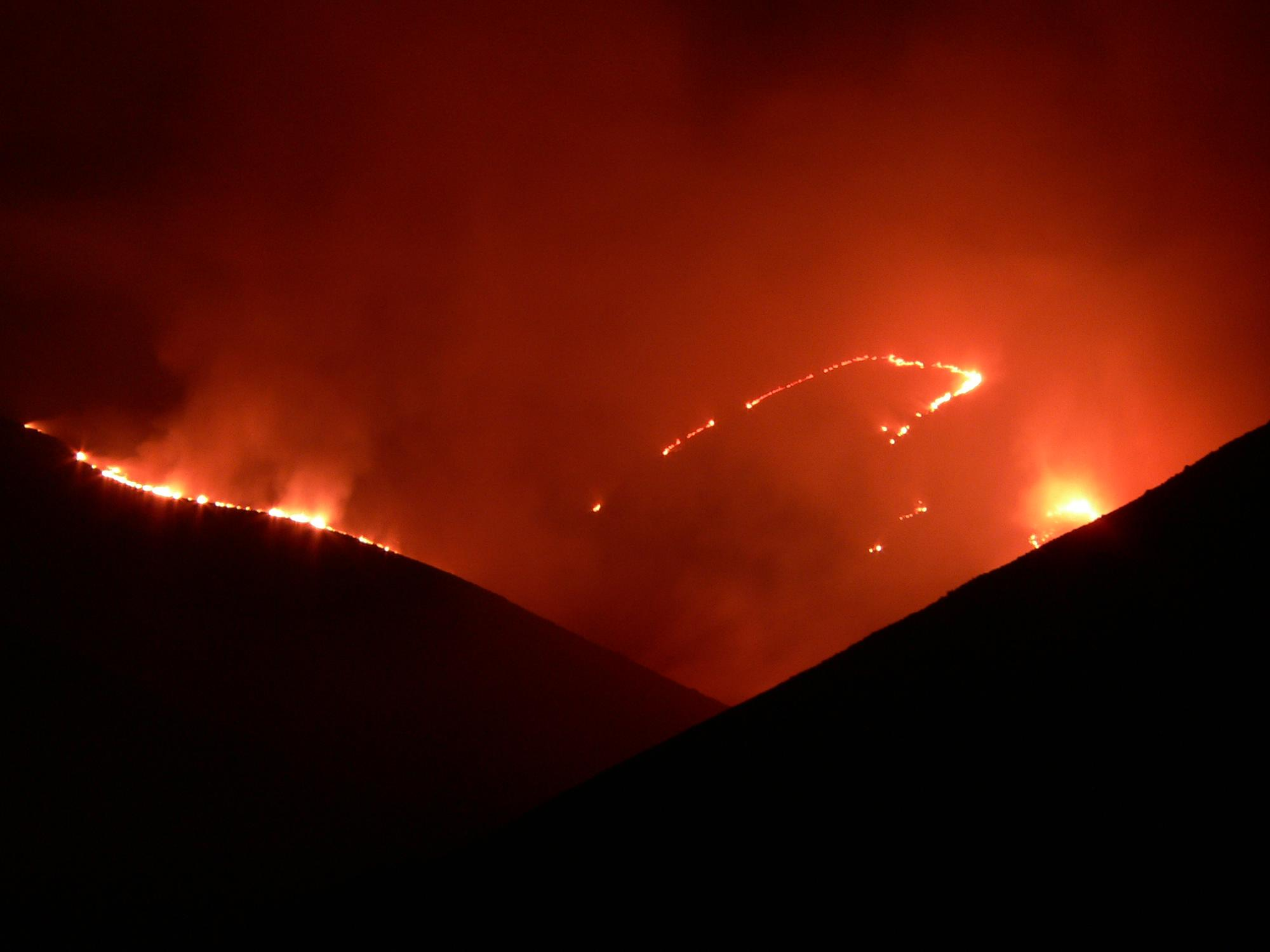
Incêndio em Portugal

A violência e a extensão dos incêndios florestais nestes últimos anos têm destruído centenas de hectares de floresta. A ausência de uma política de ordenamento e gestão florestal, o desconhecimento real das áreas florestais, a ineficácia das medidas de prevenção e combate dos fogos florestais, o abandono de extensas áreas florestais, associadas a certas situações atmosféricas ou a acções negligentes e criminosas, são causas deste elevado número de incêndios.
Num pinhal pouco cuidado, as agulhas que caem nos arbustos facilitam o caminho do fogo em direcção às copas, estimulando os fogos de temperaturas elevadas, difíceis de dominar. Este tipo de incêndio danifica, inclusivamente, as camadas superficiais do solo, e queima os seus componentes orgânicos, acelerando o processo de erosão.
Em 2002, 68% da área ardida resultou de 213 grandes incêndios, causando prejuízos de cerca de 24 milhões de euros. Os prejuízos em material lenhoso ascenderam aos 56 milhões de euros, sem contar com os custos de combate e reflorestação.[carece de fontes?]
Os incêndios contribuem ainda para a emissão de CO2 para a atmosfera (cerca de 10% a 30% por ano). Por outro lado, havendo menos área florestal, o CO2 não é removido pelas plantas, não ficando desse modo retido nas plantas e no solo.

### Abate de árvores
O problema associado ao abate de árvores é o abate desregrado e desenfreado e a ambição pelas áreas ardidas e matéria-prima. Se após o abate de árvores o terreno for abandonado, a reposição do equilíbrio pode demorar décadas, ou mesmo milénios. Se não forem tomadas medidas drásticas, cerca de um sexto das florestas mundiais desaparecerá até 2030.

#### Para urbanização
As árvores são abatidas para construção de habitações, zonas de lazer (por exemplo, estâncias de golfe ou caça grossa) ou estâncias turísticas, muitas vezes sem um projecto de impacte ambiental devidamente formulado.

#### Para construção de infra-estruturas
Se a urbanização provoca grandes danos na floresta, a construção de barragens, diques, estradas, pontes, …, também pode levar a um desequilíbrio, algumas vezes irreversível, na floresta.
A título de exemplo, na albufeira do Alqueva foram abatidas 1 milhão e 340 mil árvores (544 mil azinheiras, 34 mil sobreiros, 133 mil oliveiras e mais de 100 mil árvores ribeirinhas) (amieiros, salgueiros e freixos).[carece de fontes?]
Milhares de hectares de montados, áreas de azinhal reliquial, áreas de matagal mediterrânico e mais de 200 km de galerias ripícolas (vegetação ribeirinha) foram destruídos, locais onde existiam espécies únicas!

#### Para uso da matéria-prima
A sobre-exploração da matéria-prima proveniente de certas espécies (como é o caso da madeira no pinheiro-bravo), para consecutiva utilização na indústria, é um dos principais motivos da desflorestação.

#### Para uso agrícola
As árvores são incendiadas ou cortadas para ocupação agrícola, mesmo quando esses terrenos não são adequados para a agricultura.
As monoculturas de cereais e outras plantas, para uso humano ou animal, são completamente artificiais, uma vez que resultam da destruição da floresta (ecossistema natural).

### Introdução de eucaliptos e pinheiros-bravos
Os eucaliptos foram trazidos da Austrália e da Tasmânia e têm tido preferência em relação às espécies nativas, já que se desenvolvem mais rapidamente e têm maior capacidade de regeneração (aspecto positivo em caso de incêndio).
De início, o objectivo de plantar eucaliptos era drenar terrenos pantanosos, devido a certas características desta espécie, mas rapidamente se descobriu que os eucaliptos poderiam ser bastante mais lucrativos no ramo da indústria de papel, sendo plantados até em terrenos férteis, indispensáveis à actividade agrícola.
Os eucaliptos também são pobres em termos de biodiversidade, identificando-se numa floresta nativa 700 casas de aves reprodutoras/km² e na de eucaliptos apenas 100, sendo o motivo o rápido crescimento das árvores para abate, que não dá tempo à instalação de uma comunidade.
Quanto aos pinheiros-bravos, apesar de serem uma espécie nativa, padecem de devastação pelo nemato do pinheiro, que destrói as raízes finas, limitando a absorção de nutrientes e água e para o qual a ciência ainda não encontrou solução. Enquanto espécie pioneira da sucessão ecológica, pode ser utilizada na recuperação de solos pobres ou degradados, criando as condições necessárias para as espécies de maiores exigências. A regeneração natural de carvalhos sob o coberto do pinhal é aliás frequente em todo o país; no entanto, a prática mais comum é substituir o pinhal por novo pinhal, em vez de aproveitar a regeneração natural das quercíneas.
Os pinheiros-bravos são plantados devido à sua madeira, óptima para comercialização.
A introdução de espécies invasoras provoca não só a destruição dos habitats das espécies nativas, mas também a transmissão de doenças e a perda da variabilidade genética.

### Declínio de certas espécies

#### Declínio do ulmeiro
Desde 1920, a doença grafiose originou em toda a Europa, um declínio geral da espécie.A doença deve-se a um fungo (ophiostoma ulmi) que obstrui os vasos condutores de água do ulmeiro.Os sintomas externos são murchidão e a perda de ramos e de partes da copa até que toda a árvore morre.O fungo difunde-se através do escaravelho do alburno e é considerado uma das piores espécies invasoras a nível mundial, afectando quer a Europa, quer a América do Norte, quer todos os ulmeiros plantados nos jardins das antigas colónias europeias.
Árvore também ornamental, inicialmente usada para arborizar a avenida da liberdade, é hoje uma raridade nas ruas portuguesas, pouco comum como árvore adulta nos nossos campos, onde era conhecida por negrilho, sendo os últimos sobreviventes deixados morrer sem tratamento, contaminando todos os outros que possam existir saudáveis.

#### Declínio do sobreiro
Uma praga secundária, o A P. cylindrus, é uma das grandes preocupações em relação aos sobreiros. Atacam essencialmente após o descortiçamento, quando as árvores já estão enfraquecidas.
A morte súbita do sobreiro e da azinheira é provocada por um fungo exótico, o Phytophthora cinnamomi.
Embora tenha sido identificado apenas em 1993, sintomas idênticos foram observados desde o fim do século XIX, embora não com a intensidade e a gravidade verificada a partir dos anos 1980. Pensa-se que o fungo, por si só, não causa a doença, sendo necessários outros factores que provoquem stress nas árvores, em particular após períodos alternados de seca prolongadas e encharcamento do solo. O fungo destrói as raízes finas das árvores, limitando a absorção de nutrientes e água.

#### Declínio do castanheiro
Certas doenças, como é o caso da doença da tinta, afectam grandemente o castanheiro, sendo uma das causas do seu declínio. A doença da tinta é causada pelo mesmo fungo que ataca sobreiros e azinheiras, Phytophthora cinnamomi.

### Chuvas ácidas

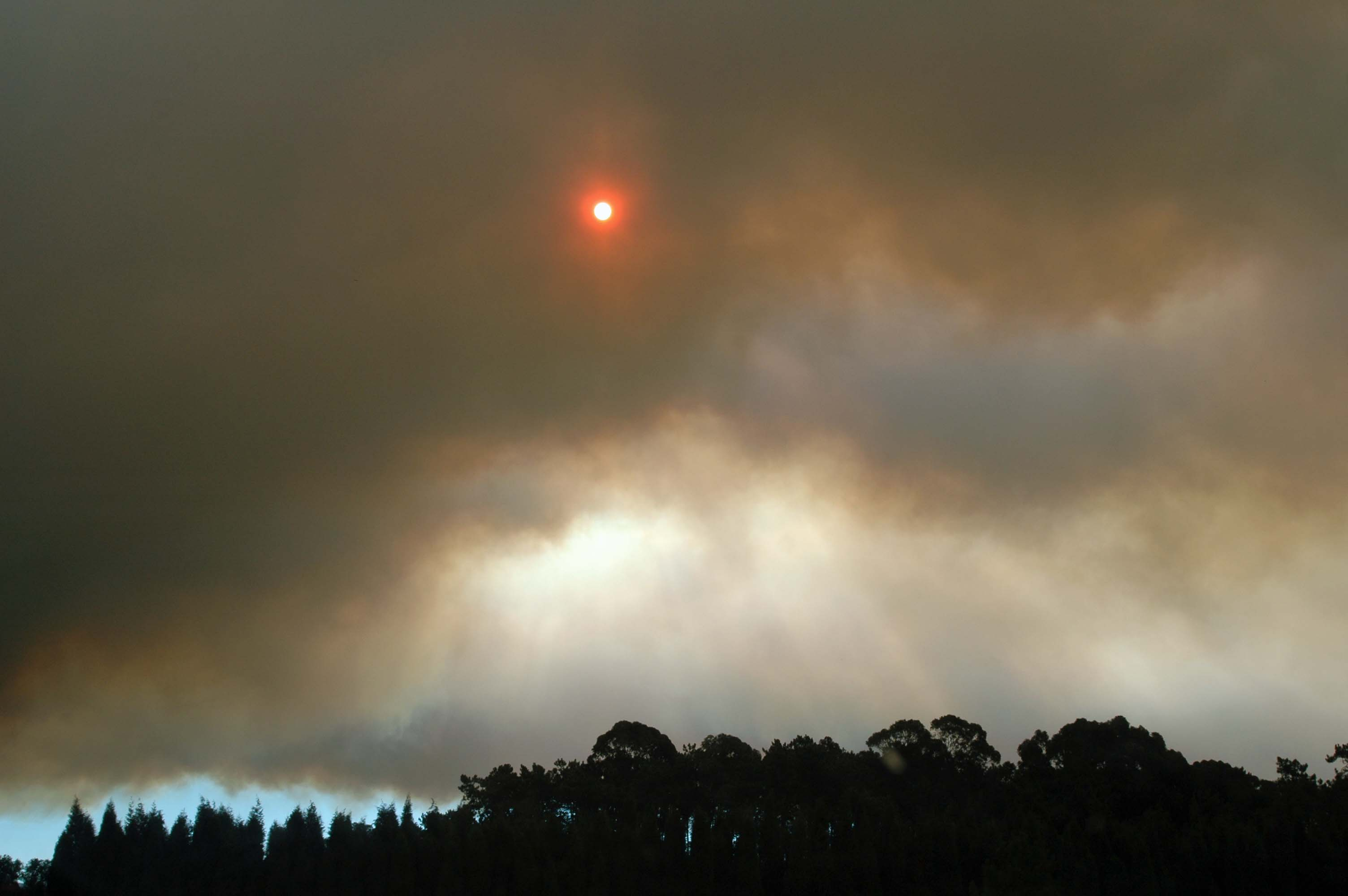
Os raios UV emitidos pelo sol (aqui encoberto pelo fumo dum fogo duma floresta em Portugal) interagem com os gases de combustão para formar uma poluição fotoquímica.

A chuva ácida é um fenómeno resultante da dissolução de gases poluentes, derivados do dióxido de enxofre e de dióxido de azoto, nas nuvens e na chuva.
Ao reagirem com a água, estes gases formam os ácidos sulfúrico e nítrico, substâncias causadoras de grandes alterações biológicas na floresta.
Devido às chuvas ácidas, morrem lotes inteiros de plantas, enquanto outras nem sequer chegam a desenvolver-se. Muitas vezes a chuva ácida não é a causa directa da morte dos seres vivos, mas enfraquece de tal forma as plantas que estas morrem atacadas por insectos e fungos ou derrubadas pelo vento. As plantas coníferas e decíduas são as mais afectadas.

## Implicações da destruição das florestas portuguesas

### Implicações económicas

Taxa de arborização (floresta) em Portugal.

A floresta e as actividades ligadas a ela representam 3% do bolo de lucro da economia (3100 milhões de euros).[carece de fontes?]
Se o declínio da nossa floresta continuar, em breve este lucro deixará de colaborar para uma saudável economia nacional.
Em termos de comércio externo, o saldo da balança comercial é extremamente positivo, chegando aos 1024 milhões de euros (2748 milhões em exportações e 1724 em importações). O declínio da floresta representaria uma grande perda para o país.

### Implicações sociais
Mais de 160 000 pessoas estão empregadas em áreas relacionadas com a floresta, representando 3,3% da população activa.[carece de fontes?]
Os problemas que têm vindo a surgir, relacionados com a floresta, podem deixar estas pessoas sem emprego, o que poderá prejudicar milhares de famílias já com rendimentos baixos.
Trata-se de um problema social, mas também económico, já que estimula o aumento da taxa de desemprego.

### Implicações ambientais
A nível ambiental, o declínio florestal em Portugal diminui a biodiversidade, pondo algumas espécies em perigo e levando a que outras desapareçam por completo do país.
As áreas que sofreram desflorestação rapidamente se tornam áridas, impedindo que as espécies nativas se reinstalem na região, dando lugar a vegetação de baixo porte ou à propagação de espécies de crescimento rápido, como é o caso do eucalipto.
Por fim, a emissão de dióxido de carbono será maior, e também menor será o dióxido de carbono fixado pelas plantas e no solo, já que não existirão plantas para fazer a remoção do dióxido de carbono da atmosfera para a floresta.
A destruição da floresta leva ao desaparecimento da fauna e da flora dessa região, a uma elevada erosão do solo desprotegido, a uma modificação das bacias hidrográficas, muitas vezes com grandes prejuízos materiais e mesmo de vidas humanas.

## A importância da Floresta e dos recursos florestais
Alguns números relacionados com a floresta, segundo um relatório[carece de fontes?] de Fevereiro de 2003:
- Uma área florestal de 3 349 000 ha, equivalendo a 38% do território nacional
- Cerca de 85% da floresta nacional pertence a privados
- Contribui para a economia nacional em 3100 milhões de euros, representando 3% das receitas
- Emprega 160 000 trabalhadores, correspondendo a 3,3% da população activa

Estes dados falam por si mesmos. A floresta é importante para a população e para o país.
De um modo geral, à floresta estão associadas actividades como a produção lenhosa, cortiça, celulose (produção de papel), gema, madeira, silvopastorícia, caça, pesca, apicultura, recreio e lazer, providenciando bens e serviços. Desta forma, são criadas oportunidades de rendimento e de emprego em áreas pouco desenvolvidas. Por exemplo, a celulose é muito importante para o país. Portugal é um dos principais produtores e exportadores na área da indústria do papel.
Também a produção de mobiliário se dá numa escala bastante elevada, estando a matéria-prima em Portugal.
Quanto ao lazer, a existência de floresta em Portugal é uma mais-valia nacional, já que atrai visitantes de vários países interessados neste tipo de turismo.[carece de fontes?]
Quanto à energia, os resíduos florestais, ou a denominada biomassa, se forem bem aproveitados, podem ser muito importantes para o país. Os subprodutos da floresta ou da exploração da indústria da madeira fornecem matéria-prima capaz de produzir energia térmica ou electricidade. A biomassa é de grande utilidade, sendo uma energia que não polui e que recorre à acção da natureza.
A nível ambiental, a floresta contribui para os ciclos da água, do oxigénio e do carbono, assim como para a manutenção da biodiversidade. À medida que a floresta diminui, o mesmo acontece às suas comunidades, em especial aos seres vivos que aí encontram os seus habitats e nichos ecológicos. A diminuição da biodiversidade, de recursos naturais e de todo o ecossistema é uma perda irreparável.

## Medidas de salvaguarda e protecção florestal
A redução gradual e o correcto ordenamento florestal das monoculturas de eucalipto e pinheiro, e o incentivo à preservação e ampliação das áreas de vegetação autóctone, assume um papel primordial na minimização dos efeitos catastróficos  dos fogos.
Relativamente ao combate a incêndios, o grau de preparação dos bombeiros e outras entidades de protecção civil e a garantia de acesso a áreas de densa arborização são passos necessários, bem como o investimento intenso no estudo das áreas de maior risco. Nas situações em que o incêndio foi causado por negligência, vandalismo ou criminalidade, há que promover campanhas de sensibilização e informação das populações.
Quanto ao abate de árvores, alterações à legislação e desenvolvimento de mecanismos de fiscalização mais eficazes para a reconversão das áreas ardidas, bem como a devida protecção das actuais áreas protegidas e criação de novas Áreas de Protecção Ambiental, poderão ser um passo em frente na protecção dos recursos florestais portugueses.
No caso das chuvas ácidas, é necessário ter cuidado com o nível de emissão de poluentes para a atmosfera, tentando de certa forma controlar a sua concentração, sendo esta uma medida de prevenção a nível mundial.
O assunto também deverá ser analisado em termos políticos, sendo a criação de comissões especializadas compostas por representantes de todas as partes interessadas e por especialistas, uma das formas de intervenção do poder político de forma a unir objectivos ambientais, sociais e económicos.

## Galeria de florestas portuguesas

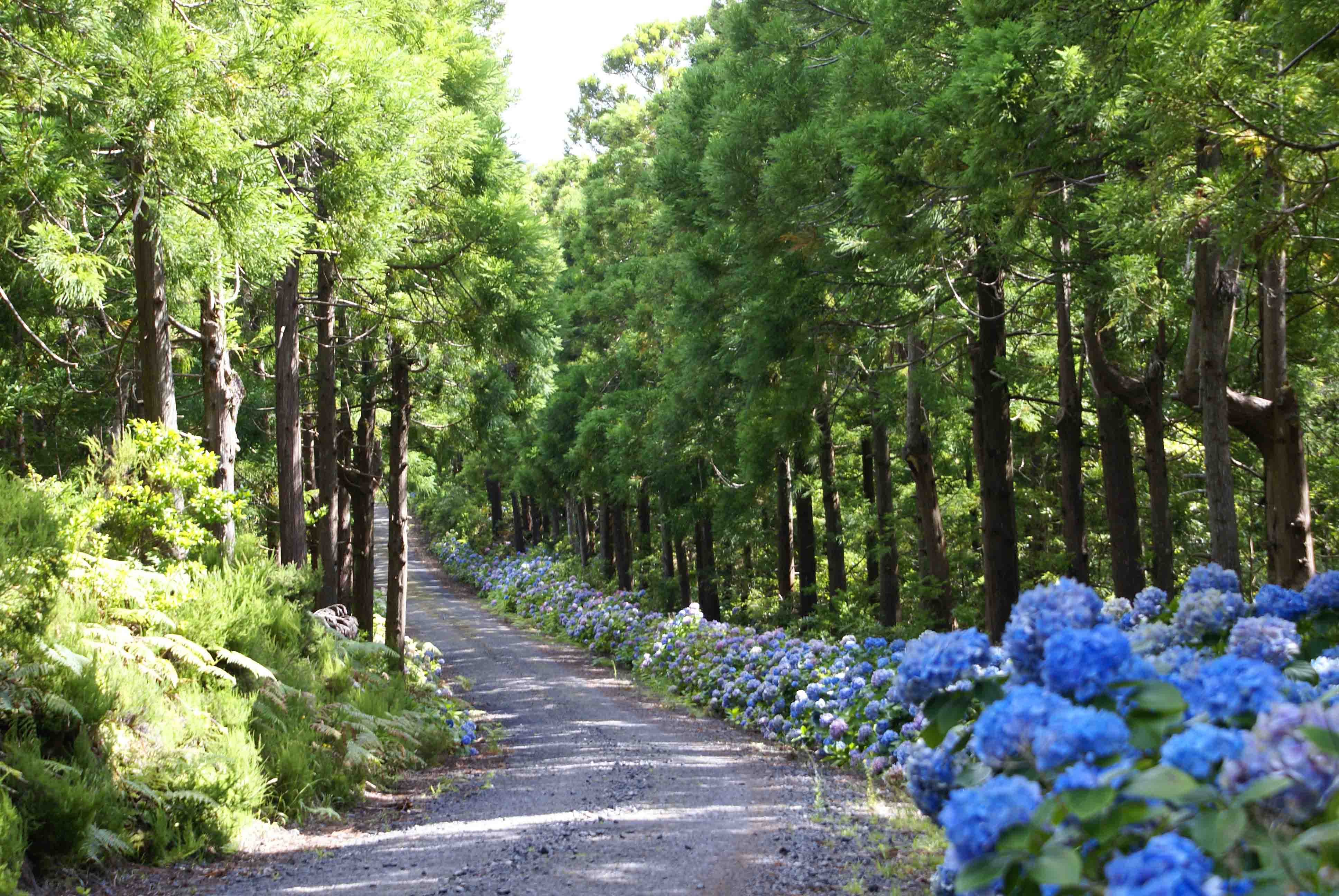
Parque Florestal da Mata da Serreta, Açores
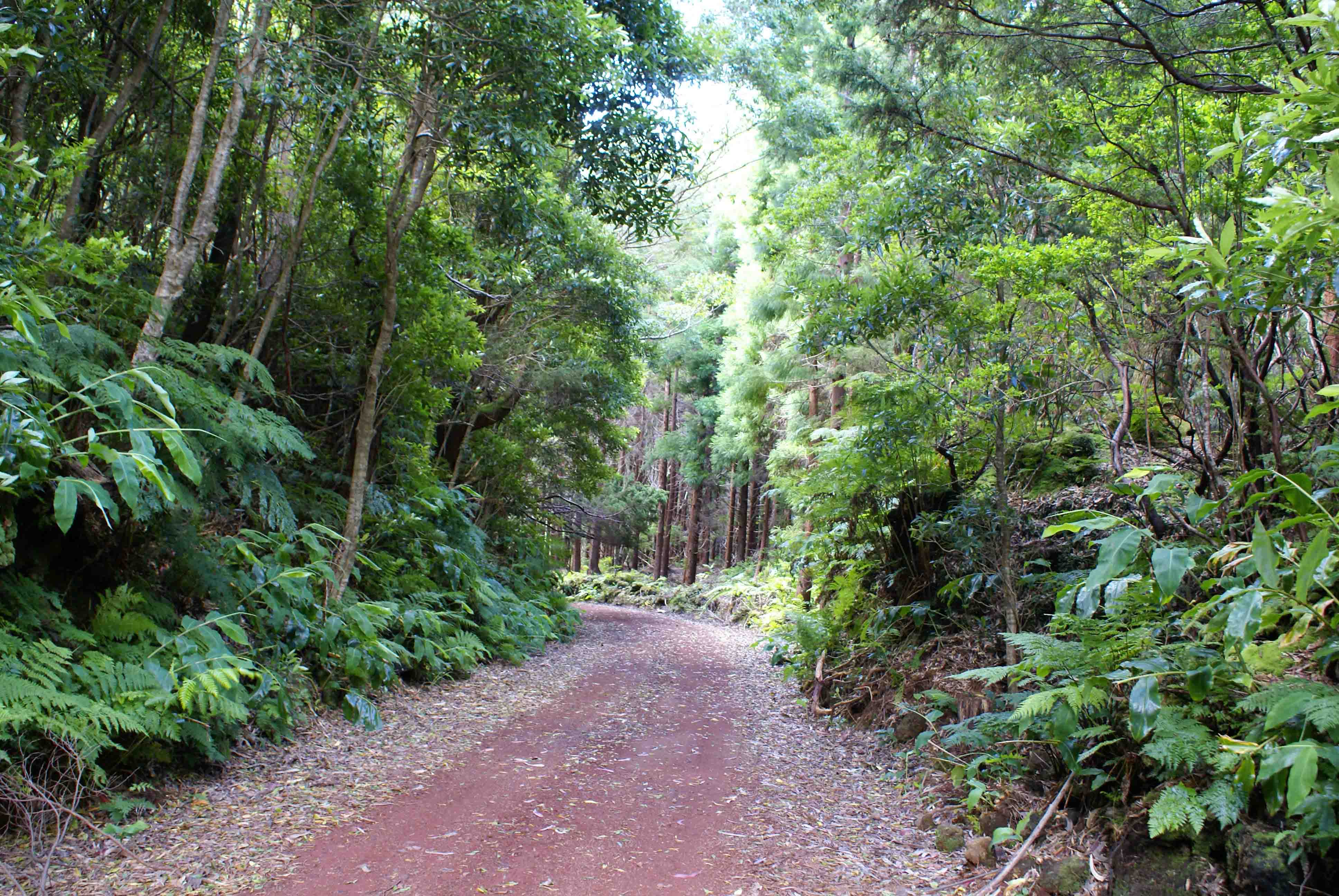
Floresta da ilha Terceira, Açores